# Prefettura di Argirocastro
La prefettura di Argirocastro (in albanese: Qarku i Gjirokastrës) è una delle 12 prefetture dell'Albania.

## Municipalità
In seguito alla riforma amministrativa del 2015 la prefettura risulta composta dalle seguenti municipalità:
| Municipalità | Ex-comuni (pre-2015)                                          | Distretto    |
| ------------ | ------------------------------------------------------------- | ------------ |
| Dropull      | Dropull i Poshtëm, Dropull i Sipërm, Pogon                    | Argirocastro |
| Argirocastro | Antigonë, Cepo, Argirocastro, Lazarat, Lunxhëri, Odrie, Picar | Argirocastro |
| Këlcyrë      | Ballaban, Dishnicë, Këlcyrë, Sukë                             | Përmet       |
| Libohovë     | Libohovë, Qënder, Zagori                                      | Argirocastro |
| Memaliaj     | Buz, Fshat Memaliaj, Krahës, Luftinjë, Memaliaj, Qesarat      | Tepelenë     |
| Përmet       | Çarshovë, Frashër, Përmet, Petran, Qendër Piskovë             | Përmet       |
| Tepelenë     | Kurvelesh, Lopës, Qendër Tepelenë, Tepelenë                   | Tepelenë     |

Prima della riforma amministrativa la prefettura comprendeva i distretti di:
- Argirocastro
- Përmet
- Tepelenë